# ممارسة سريرية جيدة
الممارسة السريرية الجيدة (اختصاراً GCP) هي معيار جودة دولي، ويمكن للحكومات بعد ذلك تحويله إلى لوائح للتجارب السريرية التي تشمل البشر. تتبع الممارسة السريرية الجيدة المجلس الدولي لتنسيق المتطلبات الفنية للمستحضرات الصيدلانية للاستخدام البشري، وتفرض مبادئ توجيهية صارمة بشأن الجوانب الأخلاقية للبحوث السريرية.
مطلوب معايير عالية من حيث التوثيق الشامل للبروتوكول السريري وحفظ السجلات والتدريب والمرافق، بما في ذلك أجهزة الكمبيوتر والبرامج. ويضمن ضمان الجودة وعمليات التفتيش تحقيق هذه المعايير. تهدف الممارسة السريرية الجيدة إلى التأكد من أن الدراسات موثوقة علميًا وأن الخصائص السريرية للمنتج البحثي موثقة بشكل صحيح.
تتضمن إرشادات الممارسة السريرية الجيدة حماية حقوق الإنسان للمشاركين والمتطوعين في التجارب السريرية. كما أنه يوفر ضمانًا لسلامة وفعالية المركبات المطورة حديثًا. تتضمن إرشادات الممارسة السريرية الجيدة معايير حول كيفية إجراء التجارب السريرية، وتحديد أدوار ومسؤوليات مجالس المراجعة المؤسسية، ومحققي الأبحاث السريرية، ورعاة التجارب السريرية، والمراقبين. في صناعة المستحضرات الصيدلانية، غالبًا ما يطلق على المراقبين اسم شركاء الأبحاث السريرية.
كانت سلسلة من التجارب السريرية غير الناجحة وغير الفعالة في الماضي هي السبب الرئيسي لإنشاء المجلس الدولي لتنسيق المتطلبات الفنية للأدوية المخصصة للاستخدام البشري والمبادئ التوجيهية للممارسات السريرية الجيدة في الولايات المتحدة وأوروبا. أدت هذه المناقشات في النهاية إلى تطوير بعض اللوائح والمبادئ التوجيهية، والتي تطورت إلى مدونة ممارسات للاتساق الدولي لأبحاث الجودة.

## الوضع القانوني والتنظيمي
الاتحاد الأوروبي: في الاتحاد الأوروبي، يتم دعم الممارسات السريرية الجيدة وتنظيمها من خلال التشريعات الرسمية الواردة في لائحة التجارب السريرية (اللائحة الرسمية (الاتحاد الأوروبي) رقم 536/2014 الصادرة عن البرلمان الأوروبي والمجلس بتاريخ 16 أبريل 2014 بشأن التجارب السريرية على الأدوية المنتجات للاستخدام البشري، وإلغاء التوجيه 2001/20/EC). وهناك مبدأ توجيهي مماثل للتجارب السريرية للأجهزة الطبية وهو المعيار الدولي ISO 14155، والذي يسري في الاتحاد الأوروبي كمعيار منسق.
الولايات المتحدة: على الرغم من أن إرشادات المجلس الدولي لتنسيق المتطلبات الفنية للمستحضرات الصيدلانية للاستخدام البشري على الممارسات السريرية الجيدة موصى بها من قبل إدارة الغذاء والدواء (FDA)، إلا أنها ليست قانونية في الولايات المتحدة. تتطلب المعاهد الوطنية للصحة أن يتم تدريب الباحثين السريريين وموظفي التجارب السريرية الممولين من المعاهد الوطنية للصحة والذين يشاركون في تصميم التجارب السريرية أو إجرائها أو الإشراف عليها أو إدارتها على الممارسة السريرية الجيدة.

## المجلس الدولي لتنسيق المتطلبات الفنية للمستحضرات الصيدلانية للاستخدام البشري نظرة عامة على الممارسات السريرية الجيدة
- قائمة المصطلحات
- مبادئ المجلس الدولي لتنسيق المتطلبات الفنية للمستحضرات الصيدلانية للاستخدام البشري على الممارسات السريرية الجيدة.
- مبادئ توجيهية لـ:
  - مجلس المراجعة المؤسسية (IRB)/ لجنة الأخلاقيات المستقلة (IEC)
  - المحقق
  - الراعي التجريبي (الصناعي والأكاديمي)
  - بروتوكول التجارب السريرية وتعديلات البروتوكول
  - كتيب المحقق
  - الوثائق الأساسية

## النقد
أُطلق على الممارسة السريرية الجيدة بأنها "وثيقة أقل موثوقية من الناحية الأخلاقية" من إعلان هلسنكي، حيث تفتقر إلى المبادئ الأخلاقية والتوجيه في المجالات التالية:
- الكشف عن تضارب المصالح.
- الكشف العام عن تصميم الدراسة.
- فائدة للسكان الذين يتم إجراء البحوث عليهم.
- الإبلاغ عن النتائج الدقيقة ونشر النتائج السلبية.
- الحصول على العلاج بعد إجراء الأبحاث.
- تقييد استخدام الدواء الوهمي في المجموعة الضابطة حيث يتوفر علاج بديل فعال.

في كتابه شركات الأدوية السيئة، يذكر بن جولديكر هذه الانتقادات ويشير إلى أن قواعد الممارسة السريرية الجيدة "ليست فظيعة... [إنها] أكثر تركيزًا على الإجراءات، بينما توضح هلسنكي بوضوح المبادئ الأخلاقية".

## أنظر أيضًا
- لجنة مراقبة البيانات
- تطوير العقاقير
- وكالة الأدوية الأوروبية
- تجارب غير أخلاقية على البشر في الولايات المتحدة
- مجلس الاستعراض المؤسساتي
- قانون الفائدة العكسية
- أخلاقيات الطب
- يقظة دوائية
- صناعة الدواء